# آشپزی بختیاری
در بین بختیاری‌ها، غذا آن‌چنان ارزشمند است که به آن سوگند هم یاد می‌کنند. غذاهای بختیاری را می‌توان به دوگروه تقسیم کرد: الفه‌ها و نذری‌ها و غذاهای معمول.

## الفه‌ها و نذری‌ها
الفه‌ها و نذری‌ها در میان بختیاری‌ها جایگاه ویژه‌ای دارند این غذاهای خاص که در زمان خاص یا به مناسبت‌هایی تهیه می‌شوند معمولاً به همراه بقیهٔ افراد فامیل یا طایفه خورده می‌شوند از معمول‌ترین این غذاها می‌توان به حلوا و آشِ بَلگ اشاره کرد، معمولاً در تهیهٔ این غذاها فامیل و همسایگان همکاری می‌کنند.

### اَلِـفِـه
بختیاری‌ها بنا بر یک سنت قدیمی‌در آخرین پنجشنبهٔ هر سال، برای شادی روح درگذشتگانشان الفه می‌پزند. اَلِـفِـه به‌طور خاص نوعی حلوا است که با خرما تهیه می‌شود. ابتدا زنان به اندازهٔ کافی نان (نان تیری) پخته و سپس حلوا را می‌پزند که بنا بر همان عادت قدیمی، اَلِفِه حتماً باید با روغن محلی تهیه شود. پس از آن مقداری حلوا را در بین دو یا سه عدد نان گذاشته و بین همسایگان و آشنایان پخش می‌کنند. افراد هم پس از خوردن الفه، برای شادی روح درگذشتگان دعا می‌کنند.

### نذری‌ها
این گروه از غداها معمولاً به نیت شادی روح رفتگان، دوری بلا یا ادای نذر تهیه می‌شوند. پختن غذاهای نذری آداب و شرایط خاصی دارد.

#### گوسفند نذری
گاهی برای ادای نذری که فرد کرده یا تحت عنوان قربانی، گوسفندی ذبح شده و به صورت خام بین چند خانواده از فامیل توزیع می‌شود.

## غذاهای معمول
رژیم غذایی بختیاری‌ها به‌طور سنتی معمولاً برپایهٔ گوشت قرمز، نان و میوه‌جات است و کمتر در آن برنج استفاده می‌شود. میوه‌هایی مانند گردو، بادام، بلوط، انار و زردآلو در بسیاری از غذاهای بختیاری تکرار می‌شود. همچنین از میان فراورده‌های لبنی، ماست و کشک مصرف زیادی دارد. در هنگام کوچ گوشت از رژیم غذایی آن‌ها خارج شده قارچ و کشک به همراه میوه‌ها نقش پررنگی در رژیم غذایی بختیاری‌ها پیدا می‌کنند ولی در دیگر روزهای سال، گوشت قرمز محور اصلی غذاهای آنهاست.
با این توضیح غذای بختیاری‌ها را باید به دو بخش یکجانشینی و کوچ نشینی تقسیم کرد.
دستهٔ نخست یکجانشین‌ها ساکن روستا بوده و دامپروری و کشاورزی دارند و غذای آن‌ها عمدتاً محصولات کشاورزی یا دامی‌ای است که در محل به دست می‌آید. دستهٔ دوم کوچ‌نشین‌ها که وضعیت غذایی کوچ نشین‌ها هم باید در دو زمان مورد نظر باشند، در سردسیر یا گرمسیر که تقریباً ساکن هستند و در زمان کوچ. در سردسیر یا گرمسیر وضعیت غذایی کوچ نشین‌ها مانند یکجانشین‌ها است با این تفاوت که فراورده‌های دامی بیشتری در اختیار دارند. اما در زمان کوچ با توجه به نیاز به سرعت بیشتر در عبور از موانع طبیعی، وقت کمتری برای تهیهٔ غذا و پختن نان دارند در نتیجه غذاهای آن‌ها شکل خاصی به خود می‌گیرد.

### یکجانشین‌ها
یکجانشین‌ها ساکن روستا بوده و دامپروری و کشاورزی دارند. غذای آن‌ها عمدتاً محصولات کشاورزی یا دامی است که در محل به دست می‌آید، آردشان تأمین بوده و برای آرد کردن گندم، مشکل زیادی ندارند. غذاهای آن‌ها شامل انواع غذاهای گوشتی و کبابی، انواع نان، انواع آش و محصولات لبنی و بسیاری از غذاهای برپایهٔ میوه‌ها و گیاهان است.
آن‌ها در رژیم غذایی خود شیر، ماست، دوغ و نیز کشک ساییده شده را به تنهایی یا به صورت شُله مصرف می‌کنند. ماست موسیر (تِلیکِه موسیر) به همراه نان از جملهٔ خوراک‌های معمول است. آش توله از دیگر غذاهای بختیاری‌ها است. توله گیاهی است که در پاییز و زمستان در خوزستان می‌روید و از پختهٔ آن به همراه برنج یا به تنهایی استفاده می‌شود. در اواخر بهار و اوایل تابستان که فصل برداشت محصولات صیفی است، غذاها متنوع‌تر می‌شود. ترشی ناردون یا تمر هندی را می‌پزند و در آن کمی هم مغز گردو و تَفتاله ریخته، تَلیت (تَرید) کرده و با پیاز می‌خورند. خورش قارچ که نان‌های تیری نازک را در آن تَلیت می‌کنند، همیشه مورد علاقهٔ بختیاری‌ها است. مثلی است که می‌گوید بختیاری‌ها همهٔ غذاها حتی تَلیت را نیز با نان می‌خورند. روستانشینان ماکیان را نیز برای استفاده از گوشت و تخم آن‌ها نگهداری می‌کنند.

### کوچ نشین‌ها
وضعیت غذایی کوچ نشین‌ها باید در دو زمان مورد نظر باشد، در سردسیر یا گرمسیر که تقریباً ساکن هستند و در زمان کوچ، بختیاری‌های کوچ‌نشین در هریک از این حالات رژیم غذایی متفاوتی دارند.

#### سردسیر و گرمسیر
در سردسیر یا گرمسیر وضعیت غذایی کوچ نشین‌ها مانند یکجانشین‌ها است با این تفاوت که فراورده‌های دامی بیشتری در اختیار دارند. غذاهای عمدتاً خوراک‌های گوشتی و کبابی به همراه انواع نان، انواع آش، محصولات لبنی و بسیاری از غذاهای بر پایهٔ میوه‌ها و گیاهان است.
می‌توان گفت که رژیم غذایی آن‌ها عمدتاً محصولات دامی و برخی محصولات کشاورزی است که در محل به دست می‌آید. عشایر در سردسیر علاوه بر دامداری، گندم، جو و گاهی نیز حبوباتی چون عدس، گِندی و لوبیا می‌کارند که محصول آن‌ها در پایان سردسیر به دست می‌آید. غذاهایی که از حبوبات درست می‌شوند از جمله اَو عدسی، اَو گِندی، اَو ماشی و دال از غذاهای بختیاری‌ها است. در تابستان مقداری موسیر جمع‌آوری و خشک می‌کنند و در بقیهٔ فصول با آن ماست موسیر (تِلیکِه موسیر) درست می‌کنند. عشایر در سردسیر قارچ‌های تازه را چیده و خشک می‌کنند. مقداری از این قارچ را فروخته یا به رسم هدیه برای اقوام در گرمسیر آورده و بقیه را برای تغذیه استفاده می‌کنند. اَوِ قارچ که نان‌های تیری نازک را در آن تَلیت (تَرید) می‌کنند، همیشه در یاد بختیاری‌ها است. ترشی ناردون و تمبر هندی را پخته، ک‌می هم مغز گردو و تَفتالِه در آن ریخته، تَلیت (تَرید) کرده و با پیاز می‌خورند. خرما و شیرهٔ خرما (سِلون یاسیلون) به تنهایی یا به همراه اَردِه نیز از غذاهای آنان است. آش توله، آش ماست، آش بلگ و آش کاردین از انواع آش بختیاری‌ها است. نگهداری ماکیان در بین عشایر به علت شرایط خاص زندگی آن‌ها، کمتر رواج دارد.

#### در زمان کوچ
در زمان کوچ و نیاز به سرعت بیشتر در عبور از موانع طبیعی، وقت کمتری برای تهیهٔ غذا و پختن نان دارند. برخی اقلام غذایی مانند خرما یا آرد را به میزان محدود تهیه کرده و همراه می‌برند. مشکل کمبود وقت در کوچ به سردسیر بیشتر است در این دوره احشام شیر نداشته یا شیر کمی دارند و در نتیجه خانوارها لبنیات کمتری خواهند داشت. به عکس در برگشت به گرمسیر مواد لبنی بیشتری در اختیار داشتند. شیر، ماست، دوغ و نیز کشک ساییده شده را به تنهایی یا به صورت شُله مصرف کرده و از سبزی‌های محلی مانند کاردین کرفس کوهی و ترهٔ کوهی که به صورت خودرو سبز می‌شود به عنوان چاشنی استفاده می‌کنند. مغز گردو و بادام و بلوط نیز از جملهٔ غذاهای آنهاست. خرما و دیگر موادغذایی که در سردسیر یا گرمسیر خریده می‌شود تا مدتی از کوچ، بخشی از غذای افراد را تأمین می‌کند. از آنجا که در عشایر خرید و فروش گوشت مرسوم نیست، یک گوسفند هم برای یک خانواده زیاد است، در زمان گذشته که وسیله‌ای برای نگهداری گوشت نداشتند و مهم‌تر از این‌ها فرصتی هم برای توقف نداشتند، کمتر اتفاق می‌افتاد که گوسفندی سربریده شده و به مصرف غذا برسد مگر اینکه از بلندی پرت شده یا به دلایلی در حال مردن بود. به همین دلایل گوشت کمتر مصرف می‌شد.

## غذاهای خاص بختیاری
در فهرست زیر برخی از غذاهای خاص بختیاری‌ها آورده شده‌است.

### نان
نان بخش اصلی غذای بختیاری و در هنگام کوچ در بسیاری موارد تنها غذای این مردم بود.

#### نان تیری
زنان بختیاری نان‌های بسیار نازکی می‌پزند که نان تیری نامیده می‌شوند.
این نان شبیه به نان لواش است و ضخامت آن تا ۲ میلی‌متر، قطر آن بین ۳۵ تا ۴۰ سانتی‌متر وشکل آن دایره‌ای است. وزن تقریبی یک عدد نان تیری حدود ۱۵۰ گرم است. این نان از آرد گندم تهیه می‌شود.
برای تهیه این نان ابتدا آرد را از هور (خورجین مخصوص نگهداری آرد) خارج کرده و به اندازه مورد نیاز در سفره‌ای گلیم بافت آن را الک می‌کنند. سپس آن را درون ظرفی فلزی خمیر می‌کنند. خمیر در مدتی کمتر از نیم ساعت آماده است؛ و سپس خمیر چانه شده را با چوبی بنام تیر بر روی سکویی چوبی که توسی نام دارد پهن کرده و سپس خمیر نازک شده را بر روی سینی پهن آهنی بنام تاوه، که بر روی شعله آتش قرار دارد برای پخت قرار می‌دهند.
به‌طور سنتی زن بختیاری صبح زود برخاسته و ابتدا خمیر کرده و پس از نظافت منزل، به همراه چند تن دیگر از زنان شروع به پختن نان می‌کردند. یکی چانه می‌گرفت، دیگری به کمک تیرچوبی چانه‌ها را روی تَوسی پهن کرده و نفر بعدی نان‌ها را روی تاوه می‌انداخت و پس از برشته شدن، آن‌ها را برداشته و در سینی یا سفره‌ای قرار می‌داد. نان پختن زنان در صبح زود، منظرهٔ آشنای روستاها بود.

#### تَوچِری یا توه چری
توه:تاوه و چری:ریختن از چیزی. خمیر نسبتاً روانی از آرد ماک درست کرده و روی تاوهٔ داغ می‌ریزند وبا پارچه پهن می‌کنند. نان حاصل را که چند برابر نازکی یک پتیر (گردهٔ نان تیری را پتیر می‌نامند) نان تیری است، تکه‌تکه کرده و با روغن محلی و عسل یا شکر یا شیره خرما مخلوط کرده و می‌خورند.

#### نان برکوه
برای تهیه این نان، ابتدا گندم را در آسیاب دستی که به آن «آسک» می‌گویند، آرد می‌شود. آرد مورد نیاز برای پختن برکوه باید خشن تر از آرد گندم معمولی باشد و تهیه آن باید طوری باشد که گندم کاملاً گرد و نرم نشده و تقریباً نیمکوب باشد. سپس این آرد را خمیر کرده و در ظرفی قرار می‌دهند. این خمیر را در حدود ۱۲ ساعت به حال خود می‌گذارند تا مقداری ترشیده شود. سپس آن را برای پختن مصرف می‌کنند.

#### نان بلوط
میوه بلوط توسط زنان ومردان از درخت چیده می‌شود. میوه‌ها را با چاقویی بنام «ورنجوک» پوست می‌گیرند. عمل پوست‌گیری میوه بلوط را «کیکه» می‌گویند. بلوط‌های پوست گرفته شده را درون چاله‌ای بنام «لهه» که در آن آتش افروخته‌اند می‌ریزند. پس از قرار گرفتن بلوط در لهه، مقداری آتش نیز روی بلوط‌ها می‌ریزند تا حرارت حاصل از بالا و پایین، آن را کاملاً بپزد. پس از گذشت مدتی لهه را خاموش می‌کنند و بلوط‌ها را از آن بیرون می‌آورند و در آفتاب پهن می‌کنند تا کاملاً خشک شود. سپس بلوط‌ها را در آسیاب دستی بنام «برد ار» (bard ar)که نوعی آسیای بسیار ساده و ابتدایی است، آرد می‌کنند. به این عمل «تلو» می‌گویند. پس از اینکه بلوط‌ها آرد شد ماده حاصله را با آب جوش خمیر می‌کنند. خمیر کردن آرد بلوط ممکن است در تغار یا کیسه صورت گیرد. خمیر بدست آمده را سه روز گرم نگه می‌دارند تا کاملاً به عمل بیاید و به اصطلاح محلی تب کند.
پس از گذشت سه روز، خمیر بلوط را درون کیسه ویا گونی ریخته و آن را در جریان آب جاری قرار می‌دهند. در صورت نبودن آب جاری خمیر بلوط را با آب سرد می‌شویند. در اثر شسته شدن خمیر بلوط با آب سرد، مزه گس آن از بین رفته و خمیر ترش می‌شود.
آرد بلوط را پس از شسته شدن، هنگامی که هنوز آب دارد در آسیاب دستی آسیا می‌کنند. آرد حاصل را روی دستمالی بنام «ریگو» قرار می‌دهند تا آب آن گرفته شود. اکنون خمیر بلوط برای تهیه نان بلوط آماده است. نان بلوط پس از پخته شدن به رنگ قهوه‌ای سوخته و کمی متمایل به سیاهی در می‌آید. نان بلوط را به زبان بختیاری «کلگ بلوط» می‌گویند.

#### نان ورچاله
نان ورچاله نوعی نان بختیاری است که برخلاف نان تیری، اولاً در تهیه آن از مایه خمیر یا خمیر ترش استفاده می‌شود، ثانیاً ضخامت آن بیشتر از نان تیری است. برای تهیه نان ورچاله، ابتدا در ظرفی که می‌خواهند در آن خمیر تهیه کنند، به مقدار مورد نیاز آب می‌ریزند و سپس یک چانه خمیر در آن حل می‌کنند. این محلول را با دست بهم می‌زنند تا کلیه خمیر در آب حل شود. سپس تفاله‌های موجود را از آن خارج می‌کنند و در محلول بدست آمده به مقدار مورد نیاز آرد اضافه کرده و خمیر تهیه می‌کنند. خمیر حاصل را به مدت حداقل ۳ ساعت به حال خود می‌گذارند تا وربیاید. بعد آن را پشت تابه‌ای که بر روی اجاق قرار داده شده‌است، با ضخامتی در حدود یک سانتیمتر پهن کرده ومی پزند. گاهی بعد از پخته شدن یک طرف، طرف دیگر آن را نیز پشت تابه قرار داده و حرارت می‌دهند. این نان به شکل دایره ویا بیضی شکل تهیه می‌شود.

#### گِردِه
نان گرده ابتدایی‌ترین طریقه تهیه نان است که هنوز هم متداول است. برای تهیه این نان نیازی به وسایل پخت‌وپز نیست. در این نوع پخت نان، تنها وسیله مورد نیاز ظرف تهیه خمیر است. شاید در بعضی مواقع، به علت نبودن ظرف، در چیز دیگری از جمله پوست بز (تکه‌ای از مشک) یا سفره هم می‌شود خمیر را تهیه کرد.
برای تهیه این نان، ابتدا روی زمین آتش بر پا می‌کنند. سپس آرد را با افزودن آب به خمیر تبدیل می‌کنند. خمیر این نوع نان را سفتر از سایر اقسام نان درست می‌کنند. بعد از اینکه خمیر آماده شد، آتش را از روی زمینی که بر روی آن افروخته‌اند، کنار می‌زنند و در بستر داغ آتش، خمیر را که قبلاً با دست شکل داده به صورت ورقه‌ای دایره‌ای درآورده‌اند، پهن می‌کنند. پس از قرار دادن خمیر بر بستر داغ آتش، مقداری از آتش گل انداخته را بر روی خمیر می‌ریزند. بدین ترتیب خمیر از بالا و پایین پخته می‌شود.
برزگران یا چوپانان که دور از خانه بودند مقدار کمی آرد را خمیر کرده و همهٔ آن را یکجا روی آتش می‌گذاشتند تا بپزد و سپس می‌خوردند. به این نان که بسیار حجیم هم بود، گِردِه می‌گفتند. همچنین در هنگام کوچ در زمان‌هایی که امکان پختن نان نبود، گِرده نان مصرفی آنان بود. در این مواقع گاهی نیز مقداری گندم را برشته کرده و می‌خوردند.

### گِمنِه یا درشته
بختیاری‌ها گندم را با بَردَ ار (bard ar) به صورتی درشت خرد می‌کنند. بلغور ریز بدست آمده را مانند برنج دم کرده و می‌خورند یا در شیر و دوغ می‌پزند. این خوراک هنوز هم در بین بختیاری‌ها بسیار هواخواه دارد. اکنون بلغور کردن دانه گندم در مکینه‌های آرد انجام می‌شود. در بوشهر و آن صفحات به این؛ للک (lalak)می‌گویند وبا ماهی بریان ویا قلیهٔ ماهی می‌خورند. آرد زیر الک گمنه را در بختیاری سرشته وبا آن نان گور(gever) می‌پزند.

### آشِ بَلگ
آشی مانند آش رشته‌است. عدس یا گندی(gendi)، نخود و لوبیا را می‌پزند. خمیر گندم را رشته رشته کرده و داخل آن می‌ریزند. گیاهان محلی و ترشی قرا به آن افزون می‌کنند. از این آش در الفه‌ها و نذری‌ها بسیار استفاده می‌شود.

### آش کاردین
آش کاردین، در فصول سرد سال با استفاده از سبزی کاردین یا کُهلیٍر (KOHLIYER)پخته می‌شود.

### آردِ کُنار
میوهٔ درخت کُنار (سِدر) را پس از خشک شدن، در جون(javan) که کندهٔ درخت ست خرد کرده؛ هسته اش را می‌گیرند و در ظرفی ریخته و نگهداری می‌کنند. این گرد را خشکاخشک و یابه همراه آب یا روغن محلی می‌خورند که بسیار سیری آورست. همچنین در شکم روش و خشکی شکم بجای دارو می‌خورند.

### حلوا
حلواها را به نیت شادی روح اموات و با خرما یا آرد، عصر روزهای پنجشنبه تهیه کرده و بین آشنایان پخش می‌کنند.

### خرما
خرما یکی از خوراک پایهٔ بختیاری‌ها در زمستان گرمسیر است. در گذشته خرما را در سبدهایی که از لیف‌های خرما بافته شده و لُرت نامیده می‌شد می‌فروختند که هر لرت، حداقل ده کیلو وزن داشت. خرما را درون کیسه‌ای از آرد ریخته و در خانه نگه می‌داشتند. چون خرما با آرد مخلوط می‌شد وبه دانه‌های خرما می‌چسبید، شیرهٔ آن کمتر بیرون می‌ریخت. در بختیاری خرما را با نان ویا با اَردِهٔ کنجدمی خورند و نیز ارده را با قندک خرما که سلون یا سیلون ویا شیرهٔ چکیدهٔ آن قاتی می‌کنند؛ نان و سِلون اَردِه یا شیره ارده از جملهٔ خوراکهای زمستانی بختیاری ست.

### کَـلگ
مغز میوهٔ درخت بلوط را کلگ می‌گویند که خوراک عشایر بود. بختیاری‌ها در زمان کوچ و گاهی هم در سردسیر و گرمسیر، نان بلوط مصرف می‌کردند. مغز بلوط را به وسیلهٔ بَردَر یا بَرداَر خرد کرده سپس روی آن آب جوش می‌ریختند. پس از سه شب آن را در سبدی ریخته و در مسیر آب روان می‌گذاشتند تا مزهٔ تلخی که داشت، از بین برود. سپس زن‌ها آن را روی سنگ صافی خمیر کرده و به همان اندازه نیز خمیر آرد گندم به آن افزوده و با وسیله‌ای چوبی به نام تیر، پهن کرده و می‌پختند. اگر خمیر بلوط زیادتر بود، با تیر پهن نمی‌شد و به همین دلیل با دست آن را پهن کرده و می‌پختند. گاهی هم که فرصت نداشتند، بلوط‌های رسیده را که قهوه‌ای رنگ هستند در درون خاکسترهای داغ آتش گذاشته و پس از پخته شدن می‌خوردند.
قل قله سیو
یک خوراک ساده بختیاری در استان اصفهان می‌باشد که از تکه‌تکه (در زبان لری= قَل قَل) کردن سیب زمینی، قارچ، فلفل دلمه و پیاز و سرخ کردن و مخلوط کردن درست می‌شود که نمک، فلفل سیاه و سرخ به آن افزوده شده و پس از آماده کردن سس گوجه‌فرنگی که پیاز و فلفل دلمه ریز شده در آن هست روی مخلوط ریخته و مدتی زمان داده تا سس جذب مخلوط بشود. این خوراک با انواع نان و بدون گوجه و خیارشور سرو می‌شود.